# Віктор Гедман
Віктор Ерік Улоф Гедман (швед. Victor Erik Olof Hedman; 18 грудня 1990, м. Ерншельдсвік, Швеція) — шведський хокеїст, захисник. Виступає за «Тампа-Бей Лайтнінг» у Національній хокейній лізі.
Вихованець хокейної школи МОДО (Ерншельдсвік). Виступав за МОДО (Ерншельдсвік), «Тампа-Бей Лайтнінг», «Барис» (Астана) (локаут).
В чемпіонатах НХЛ — 392 матчі (39+143), у турнірах Кубка Стенлі — 42 матчі (2+17).
У складі національної збірної Швеції учасник чемпіонатів світу 2010 і 2012 (17 матчів, 1+2). У складі молодіжної збірної Швеції учасник чемпіонатів світу 2008 і 2009. У складі юніорської збірної Швеції учасник чемпіонатів світу 2007 і 2008.

## Досягнення
- Чемпіон світу в складі національної збірної Швеції — 2017, бронзовий призер — 2010.
- Срібний призер молодіжного чемпіонату світу — 2008, 2009.
- Бронзовий призер юніорського чемпіонату світу — 2007.
- Друга команда всіх зірок НХЛ — 2020, 2021, 2025.

## Нагороди
- Новачок року ШХЛ — 2009.
- Володар Трофею Джеймса Норріса — 2018.
- Володар Призу Конна Сміта — 2020.
- Володар Кубка Стенлі — 2020, 2021.